# 前山大外厝
前山大外厝，是位于中国福建省宁德市柘荣县城郊乡前山村中心的一个清代古建筑，2007年7月入选第七批柘荣县文物保护单位，2018年入选第九批福建省文物保护单位。
前山大外厝始建于清朝乾隆年间，建筑坐东北朝西南，由左、中、右三路大厝组成，通面阔68.51米，通进深62.620米，占地面积4290平方米、左、右路建筑从前到后依次为门厅、前天井及厢房、前堂、中天井及厢房、中堂、后天井及厢房、后堂。中路建筑由主屋及左、右附房组成，主屋内则有门楼、厅堂、廊庑、拜亭和防火屋等。附属文物包括大厝左后侧的黄氏支祠和右侧的黄氏宗祠，占地1132平方米。